# Podczerwone (stacja kolejowa)
Podczerwone – zlikwidowana stacja kolejowa w Podczerwonem w województwie małopolskim.

## Historia
Stacja kolejowa została otwarta w dniu 1 lipca 1904 roku. Do nawadniana parowozów w miejscowości została wybudowana wieża wodna. Po drugiej wojnie światowej funkcjonowała jako stacja końcowa. W 1981 roku pociągi pasażerskie do Podczerwonego zostały zawieszone. W 1991 roku linia kolejowa została zlikwidowana. Na trasie dawnej linii kolejowej poprowadzono drogę rowerową. Po likwidacji szlaku budynek dworca został zamieszkany.
W roku 2020 budynek dworca został odrestaurowany i oddany w dzierżawę na cele gastronomiczne i związane z turystyką rowerową. W kwietniu 2021 postawiono "witacza". Od maja 2021 lokal jest wynajmowany.